# 裾
裾（すそ）とは、元は膝から下という意味。転じて、
- 衣服の下の方。また、その部分。
「御送り迎への人の衣の裾堪へがたう、まさなきことどもあり」（源氏物語桐壺より）
- 髪の毛の先。
「髪いとうるはしくてたけばかりに、裾いとふさやかなる。」（枕草子186より）
- 山の麓。
- 馬の脚。
- 物の端の方。下の方。末端。
- 川下。
- 数学の確率分布において、減衰している片端または両端を指す。累積分布関数をFとすると、累積分布関数の裾(裾分布関数、相補累積分布関数)Fは、F = 1 - F で定義できる。